# Porscheho smrt
Porscheho smrt je jedním z největších pomníků v Jizerských horách.

## Příběh
Vše podstatné z příběhu smrti Wenzela Porscheho je uvedeno v textu na pomníku:
Hier an dieser Stelle wurde am 25. Juni 1874 Vormittags zwischen 10. und 11. Uhr Wenzel Porsche Gutsbesitzer aus Eichicht wohnhaft in Altharzdorf als er im Rinden- und Holzgeschäfte dieser Lichtung beging, von einem bisher unbekannten Raubmörder aus einer Entfernung von etwa 30-40 Schritten meuchlings durch den Hals geschossen und seiner Uhr und Barschaft beraubt. Er verschied ohne Todeskampf in 31. Lebensjahre und hinterließ 5 unversorgte Kinder und eine trauernde Gattin, welche mit dem 6-ten Kinde in der Hoffnung ging. Am 29. Juni wurde auf dem Altharzdorfer Kirchhof Begraben.
Das bessere Jenseits sei dein Lohn für dein treues und biederes Erdenleben.
Dieses Denkmal errichtete ihm sein Schwiegervater Lorenz Stracke Grundbesitzer u. Holzhändler im Altharzdorf in Oktober 1874.
Jos. Gahler
V českém překladu:
Zde na tomto místě 25. června 1874 mezi 10. a 11. hodinou dopoledne byl zákeřně střelen ze vzdálenosti asi 30-40 kroků do krku a připraven o hodinky a hotovost dosud neznámým vrahem Wenzel Porsche, statkář z Doubí žijící ve Starém Harcově, když procházel touto mýtinou kvůli obchodu s kůrou a dřevem. V 31. roce života zemřel bez smrtelného zápasu a zanechal po sobě pět nezaopatřených dětí a truchlící manželku v naději se 6. dítětem. 29. června byl pohřben na hřbitově ve Starém Harcově.
Lepší věčnost bude odměnou za tvůj věrný a počestný pozemský život.
Tento pomník mu postavil jeho tchán Lorenz Stracke, statkář a obchodník se dřevem ve Starém Harcově v říjnu 1874.
Jos. Gahler
Podrobnější informace o celém příběhu a širších souvislostech lze nalézt v literatuře či online zdrojích.
Wenzel Porsche byl statkářem v Doubí. Žil s manželkou Annou Marií a dětmi u svého tchána ve Starém Harcově. Ve čtvrtek 25. června 1874 se brzy ráno vydal pěšky za svými obchodními záležitostmi (vzal si 200 zlatek) do Bedřichova a k Nové Louce. Večer se nevrátil. Proto jeho tchán již o půlnoci poslal své dělníky, aby ho šli hledat. K nim se na Nové Louce připojilo několik dalších mužů lesnického personálu. Ti našli Wenzela Porscheho dopoledne na velké mýtině poblíž Hřebínku (dříve Dresslerův vrch).
Pachatelé zůstali téměř patnáct let neodhaleni. Byl podezříván i hajný Suchánek, za kterým Wenzel Porsche velmi pravděpodobně šel. Až koncem roku 1888 zjistili četníci z Tanvaldu, že v době Porscheho smrti pytlačili v panské oboře poblíž Nové Louky tři známí pytláci z Desné. Byli jimi Josef Pörner, Josef Prediger a Anton Nitsche (upřesnění v poznámce). Pörner v té době byl již po smrti a Nitsche se vystěhoval do Brazílie. Prediger se při výslechu přiznal, že toho dne všichni tři leželi na číhané u Černé Nisy, když se na pasece objevil nějaký muž. Mysleli si, že je to některý z hajných, a Pörner na něj zavolal, aby okamžitě zmizel. Ten ale na výzvu nereagoval a Pörner na něj vystřelil. Minul, proto vyzval Predingera, aby střílel on. Po jeho zásahu padl muž k zemi. O peníze nalezené u Porscheho se rozdělili a ukradli mu i jeho hodinky. Za ukradené peníze si Pörner i Prediger příští rok vystrojili svatbu.
Soud se konal 8. února 1889 u soudu v Liberci. Prediger dostal trest dvaceti let těžkého žaláře zostřeného každoročně v den výročí vraždy půstem a samotkou. Svobody se již nedočkal. Zemřel dříve, než jeho trest vypršel.

## Další informace
Téměř vše, co bylo o tomto pomníku napsáno, vycházelo z textu zveřejněného v 35. ročence Německého horského spolku pro Ještědské a Jizerské hory z roku 1925. Autorem tohoto článku byl A. Leubner.
Ve veškeré literatuře věnované smrti Wenzela Porscheho je uváděno, že spolupachatelem vraždy sedláka Porscheho byl Anton Nitsche z Desné. Podle pamětníků z Desné jde zřejmě o tradovaný omyl. Anton Nitsche byl starostou Desné až do roku 1902. Hledaným podezřelým ze spoluúčasti na této vraždě byl velmi pravděpodobně Anton Ullmann, kterého hledala policie v Rakousku-Uhersku i v Německu. Dle německého policejního seznamu hledaných zločinců Deutsches Gauner-Repertorium (Steckbriefe aus dem Deutsches Reich 1880-1890) byl ještě v roce 1890 nezvěstný. Mezi lidmi se povídalo, že se odstěhoval do Brazílie, nebo se i on stal obětí nějakého trestného činu.
Pomník je v majetku Lesy ČR. O údržbu pomníku pečuje Spolek Patron.